# Мільйон на Різдво
Мільйон на Різдво — комедійний фільм 2007 року.

## Сюжет
Батько сімейства і троє його дітей переїхали з Лос-Анджелеса в Едмонтон. Тут у них немає ні грошей, ні друзів, ні різдвяного духу. Так трапилося, що їх мати не зможе прилетіти вчасно, тому різдвяні покупки доведеться робити без неї. І настрій починає бути більш Різдвяним, коли 12-річний Брайан і його 6-річна сестра Мері знаходять в одному з магазинів величезну кількість грошей. Ось тут то і починається веселість..